# Sumberdadi (Trenggalek)
Sumberdadi is een bestuurslaag in het regentschap Trenggalek van de provincie Oost-Java, Indonesië. Sumberdadi telt 3226 inwoners (volkstelling 2010).